# Chaitophorus narae
Chaitophorus narae är en insektsart. Chaitophorus narae ingår i släktet Chaitophorus och familjen långrörsbladlöss. Inga underarter finns listade i Catalogue of Life.